# Jamie Flatters
Jamie Flatters (Southwark, 2000. július 7. –) angol színész, rendező, forgatókönyvíró és énekes. Karrierjét gyerekszínészként kezdte a színpadon 2013-ban, majd a CBBC So Awkward című sorozatának első és második évadában játszott 2015 és 2016 között. Legismertebb filmjei Az elfelejtett háború (2020), Jók és Rosszak Iskolája és az Avatar: A víz útja (mindkettő 2022-es).

## Fiatalkora
Flatters London Southwark kerületében született, és Clapham városrészben nőtt fel. Szülei Paul Flatters and Anna Grey. Két testvére van, George és Matthew. A Lambeth Akadémián tanult.
Flatters szorgalmazta az Egyesült Királyság választói korhatárának 16 évre csökkentését, és az Almeida Theatre's Young Leaders programjának tagja lett. Flatters kiváló szónok, 2015-ben megnyerte a  Jack Petchey's "Speak Out" kihívás Lambeth régió döntőjét és második helyezett lett az országos döntőben.

## Karrierje
Flatters az egyik szereposztásban Edgart játszotta, a 2013-as Bracken Moor című darab eredeti Tricycle Theatre-ös szereplőgárdájában.
2015-ben debütált a televízióban Matt Furnish szerepében a CBBC So Awkward című sitcomjában, amelynek az első két évadában játszott. 2017-ben Luke Earlhamet, Andrew Earlham fiát alakította a Hazug című ITV-thrillerben. Szerepelt a Hazug mindkét évadában.
Flatters filmes debütálása egy többnyelvű holland II. világháborús filmben, Az elfelejtett háborúban volt, amiben egy szövetséges angol pilótát, William Sinclairt alakította, és amiben Gijs Blom és Susan Radder mellett játszotta a főszerepet. Ez volt minden idők második legdrágább holland filmje, ami nemzetközi viszonylatban a Netflixen jelent meg 2021-ben. Flatters még ugyanebben az évben feltűnt a Channel 4 Close to Me című minisorozatában.
2022-ben Tedrost alakította a Netflix Jók és Rosszak Iskolája adaptációjában. Még ugyanebben az évben feltűnt Neteyam szerepében James Cameron Avatar: A víz útja című filmjében. Tizenhat éves volt, amikor kiválasztották a szerepre.
George Jaques-szal közösen megírta a Black Dog forgatókönyvét. A script megírása mellett Flatters játszotta a film egyik főszerepét is. A film premierje 2023. október 14-én volt a BFI London Filmfesztiválon, ahol beválogatták a debütáló filmek versenyprogramjába, és ezzel jelölték a Sutherland Award-re.

## Filmográfiája

### Színészként
| Év        | Cím                            | Szerep           | Megjegyzés                            |
| --------- | ------------------------------ | ---------------- | ------------------------------------- |
| 2015-2016 | So Awkward                     | Matt Furnish     | Főszerep 26 részben                   |
| 2016      | Flat TV                        | Kieran           | Rész: "Nemesis"                       |
| 2017–2020 | Hazug                          | Luke Earlham     | Főszerep 10 részben                   |
| 2019      | Silence                        |                  | Rövidfilm                             |
| 2019      | Soak                           |                  | Rövidfilm                             |
| 2020      | Az elfelejtett háború          | William Sinclair |                                       |
| 2020      | Kernel                         |                  | Rövidfilm                             |
| 2020      | Snow Crash                     |                  | Rövidfilm                             |
| 2020      | Tower of Babel                 |                  | Rövidfilm                             |
| 2021      | Tuesday                        | Robbie           | Rövidfilm                             |
| 2021      | Baby.                          |                  | Rövidfilm                             |
| 2021      | Close to me                    | Owen             | Minisorozat, mellékszerep 4 epizódban |
| 2022      | Attrition                      |                  | Rövidfilm                             |
| 2022      | Jók és Rosszak Iskolája        | Tedros           | Netflix film                          |
| 2022      | Avatar: A víz útja             | Neteyam          |                                       |
| 2023      | Thunderowl                     |                  | Rövidfilm                             |
| 2023      | Black Dog                      | Nathan           | Egyik forgatókönyvíró és producer is  |
| N/A       | The White Hart                 | James            | Rövidfilm                             |
| N/A       | That Night                     | Harry            | Rövidfilm                             |
| N/A       | O (So Say the Circle is Round) | O                | Rövidfilm                             |

### Filmkészítőként
| Év   | Cím                                    | Rendező | Forgatókönyvíró | Producer | Megjegyzés             |
| ---- | -------------------------------------- | ------- | --------------- | -------- | ---------------------- |
| 2017 | Men                                    | Igen    | Nem             | Nem      | Rövidfilm              |
| 2018 | Good Trouble: What if the Suit Chokes? | Igen    | Nem             | Igen     | Rövidfilm              |
| 2019 | Soak                                   | N/A     | Igen            | N/A      | Rövidfilm              |
| 2020 | Kernel                                 | Igen    | N/A             | N/A      | Rövidfilm              |
| 2022 | These Spinning Straight Lines          | Igen    | Igen            | Igen     | Rövidfilm              |
| 2023 | ALL THINGS CONNECTED                   | Igen    | N/A             | N/A      | Rövid dokumemtumfilm   |
| 2023 | What Looking Gave Us                   | Igen    | N/A             | N/A      | Rövid dokumentumfilm   |
| 2023 | The Luxury Of Sitting                  | Igen    | Igen            | N/A      | Rövidfilm              |
| 2023 | I don't believe you're hurting         | Igen    | Igen            | N/A      | Rövidfilm              |
| 2023 | Golden Syrup Cake Brick Work           | Igen    | Igen            | N/A      | Rövidfilm              |
| 2023 | Black Dog                              | Nem     | Igen            | Igen     |                        |
| 2024 | When You're Moody                      | Igen    | Igen            | Igen     | Rövidfilm              |
| N/A  | Shoulders                              | Igen    | Igen            | Igen     | Debütáló nagyjátékfilm |

### Videóklipben
| Év   | Cím          | Előadó              | Megjegyzés                         |
| ---- | ------------ | ------------------- | ---------------------------------- |
| 2023 | FADE         | Callinsick          | 2023. szeptember 13-án jelent meg. |
| 2024 | Learning 037 | sandy crow (önmaga) | 2024. március 11-én jelent meg.    |
| 2024 | Ur Best Day  | sandy crow (önmaga) | 2024. március 11-én jelent meg.    |

### Színházban
| Év   | Cím            | Szerep                          | Megjegyzés                                                                                | Típus       |
| ---- | -------------- | ------------------------------- | ----------------------------------------------------------------------------------------- | ----------- |
| 2013 | Bracken Moor   | Edgar (alternatív szereposztás) | Tricycle Theatre, London                                                                  | Színdarab   |
| 2017 | Dilate         | Charlie                         | Testbed1, London                                                                          | Színdarab   |
| 2017 | Tarantiseismic | egyike a 39 táncosnak           | A londoni Sadler's Wells-ben volt a premier és turné során még hét másik helyen adták elő | Táncelőadás |

## Diszkográfiája
Énekesként sandy crow álnéven adja ki dalait. Debütáló kislemeze, a LEARNING 037 2024. március 6-án jelent meg. A kislemez egy másik dalt, az Ur Best Dayt is tartalmazza.
Sandy Crow jelenleg éppen a popzenével próbálkozik. A múltban és jelenben élő zeneművészek hatnak rá, de leginkább azzal foglalkozik, hogy váltak ezek a művészek azzá, akik. Hogy végül sandy crow mivé válik, még korai lenne meghatározni; mindazonáltal számtalan művészeti elem járul hozzá arculatának és hangzásának alakulásához. sandy crow  a popzene trójai falova. Popzenéje egyszerre rejt valamiféle rothadást és üdeséget, ami miatt bármelyik amerikai a "Brit Invázós" zenei szcéna új tábornokává fogja koronázni.

### Kislemez
| Év   | Cím          | Szám         | Megjegyzés        |
| ---- | ------------ | ------------ | ----------------- |
| 2024 | LEARNING 037 | LEARNING 037 | Debütáló kislemez |
| 2024 | LEARNING 037 | Ur Best Day  | Debütáló kislemez |

### Demo
| Év   | Szám              | Megjegyzés           |
| ---- | ----------------- | -------------------- |
| 2020 | LOST IN ACTION    | ft. LEO & sandy crow |
| 2023 | Where this goes   | Demo                 |
| 2023 | The Deepest End   | Demo                 |
| 2023 | I SAW YOU SAY IT  | Demo                 |
| 2023 | Sculpting in time | Demo                 |
| 2023 | BONNEVILLE        | Demo                 |
| 2023 | WAITING FOR LIFE  | Demo                 |